# Fête de la Cuisine (Suriname)
Het Fête de la Cuisine is een jaarlijks evenement in Paramaribo. Het werd in 2013 door de Surinamers Joan en Paul Nolet uit Rijsdijk uit Sint Maarten gehaald waar het Fête in 2007 van start ging. Tijdens het evenement vindt er een uitwisseling plaats tussen Surinaamse en Nederlandse koks die bereidingswijzen en serveertechnieken met elkaar delen. De bezoekende koks komen uit onder meer Nederland en zijn bekroond met een Michelinster.
Het doel is om de Surinaamse gastronomie verder te ontwikkelen. De opbrengst gaat naar een goed doel. De zevende editie, in 2019, werd door Nolets vrouw georganiseerd, nadat Nolet zelf in het jaar ervoor was overleden. In voorgaande jaren werden de maaltijden geserveerd in tehuizen. In 2019 werd hier een van de dagen een uitzondering op gemaakt, door de maaltijden aan honderden thuis- en daklozen op te dienen op het Onafhankelijkheidsplein.